# Latrodectus hasselti
Latrodectus hasselti és una espècie d'aranya araneomorfa verinosa. Es troba a Austràlia i se la coneix també com Vídua negra australiana. L'epítet específic prové del toxicòleg holandès Alexander Willem Michiel van Hasselt (1814–1902).
La femella aconsegueix els 10mm, el mascle mesura uns 3-4mm. Normalment s'alimenten insectes, però també animals com a llangardaixos petits. El cos de les femelles és de color negre amb una banda vermella en l'abdomen.